# Georgette Leblanc
Georgette Leblanc, född 8 februari 1875 i Rouen, död 27 oktober 1941, fransk skådespelerska, sångerska och författare. Hon hade under många år (1895–1918) en relation med författaren Maurice Maeterlinck, och spelade många av de ledande rollerna i hans dramer.
Georgette var syster till Maurice Leblanc, författaren till böckerna om Arsène Lupin. 

## Filmografi i urval
- L'Inhumaine (1924)

## Litterära verk
- Choise of Life (Självbiografi)
- Maeterlinck and I
- The Girl who found the Blue Bird, New York, 1914
- Souvenirs, 1931